# Edmund Shakespeare
Edmund Shakespeare (* getauft am 3. Mai 1580 in Stratford-upon-Avon – beerdigt am 31. Dezember 1607 in London) war ein englischer Schauspieler im 16. und 17. Jahrhundert  und der Bruder von William Shakespeare.

## Leben
Er war das achte und jüngste Kind von John Shakespeare und Mary Arden. Er folgte seinem 16 Jahre älteren Bruder William nach London um Schauspieler zu werden. Über seine Rollen ist nichts bekannt. Möglicherweise hat er zwischen 1595 und 1597 zusammen mit den Lord Chamberlain’s Men, der Schauspieltruppe seines berühmten Bruders, in dem Zweiakter The Seven Deadly Sins mitgewirkt. Er begann – vermutlich um 1600 – eine Affäre mit einer Frau, über deren Identität heute nichts bekannt ist. Er zeugte einen Sohn, den er Edward nannte (in einem Dokument auch fälschlicherweise als Edmund Sharksbye genannt). Dieser starb jedoch im Alter von nur einem Monat und wurde in der St Giles-without-Cripplegate beerdigt. Zu dieser Zeit wohnte Edmund in der ehemaligen Gemeinde Morefields. Er starb vier Monate später, im Dezember 1607, im Alter von 27 Jahren. Für seine Beerdigung und ein hierzu bestelltes Glockengeläut in der Pfarrgemeinde St Saviour’s in Southwark wurden 20 Schillinge gezahlt (möglicherweise von seinem Bruder William).